# Józef Tausz
Józef Tausz – pułkownik regimentu piechoty polskiej armii, polski dyplomata działający w początkach XVIII wieku.

## Życiorys
W latach 1707–1709 posłował do cara Piotra I. Jego mocodawcami byli: pro-wetyńska konfederacja sandomierska i hetman polny koronny Adam Mikołaj Sieniawski, który opłacał koszty jego misji, czynił to zresztą bardzo nieregularnie, więc Tausz znajdował się w bezustannych kłopotach finansowych.
Mimo trudności, Tausz zyskał sobie zaufanie Rosjan i ich cara. Przemierzył u boku Piotra I wiele szlaków bitewnych, których zakończeniem była bitwa pod Połtawą (1709). O zaufaniu do Tausza świadczy to, że mógł on oglądać bitwę, mimo że wszystkich innych dyplomatów obcych państw car trzymał w Moskwie, w obawie przed szpiegostwem.